# 1183
| 1183               |
| ------------------ |
| Dødsfald - Fødsler |
|                    |

| Gregoriansk kalender | 1183 MCLXXXIII          |
| Ab urbe condita      | 1936                    |
| Armensk kalender     | 632 ԹՎ ՈԼԲ              |
| Kinesiske kalender   | 3879 – 3880 壬寅 – 癸卯 |
| Etiopisk kalender    | 1175 – 1176             |
| Jødisk kalender      | 4943 – 4944             |
| Hindukalendere       |                         |
| - Vikram Samvat      | 1238 – 1239             |
| - Shaka Samvat       | 1105 – 1106             |
| - Kali Yuga          | 4284 – 4285             |
| Iransk kalender      | 561 – 562               |
| Islamisk kalender    | 579 – 580               |

Konge i Danmark: Knud 6. 1182-1202
Se også 1183 (tal)